# KV17
KV17 es una tumba egipcia del Valle de los Reyes, necrópolis situada en la orilla oeste del Nilo, a la altura de la moderna ciudad de Luxor. Es uno de los sepulcros más bellos y completos del lugar, y perteneció al segundo rey de la dinastía XIX, el faraón Seti I.

## Marco histórico
Pese a que la titulatura real más común de este rey fue la de Menmaatra Sethy-Merenptah, hoy lo conocemos como Seti I, faraón de Egipto durante dieciséis años, de 1305 a 1289 a. C., aproximadamente. No estaba destinado a ocupar el trono de las Dos Tierras, pero cuando su padre, el visir Paramesu, fue asociado al trono por el rey Horemheb, Sethy pasó automáticamente a convertirse en un maduro príncipe heredero, quizás incluso yerno del faraón, para legitimar su futuro ascenso al poder supremo.
Al morir Horemheb, Paramesu fue coronado y a partir de entonces sería conocido como Ramsés I, el fundador de dinastía XIX y de la casa real ramésida. Debido a la avanzada edad de este, Sethy fue inmediatamente declarado heredero, y compartió las funciones de su padre, en una situación muy cercana a la corregencia. La precaución de Horemheb y de Ramsés I dieron muy buenos resultados. En menos de dos años, Sethy I ya gobernaba en solitario en un Egipto que comenzaba a reaccionar ante las presiones exteriores.
Sethy I es considerado uno de los más grandes faraones de la historia egipcia, aunque la enorme sombra de su hijo y sucesor Ramsés II han eclipsado e incluso suprimido algunos de sus éxitos como rey. A él se debe la construcción del más bello templo de Osiris en la ciudad santa de Abydos —aunque fue finalizado por Ramsés II—, y la implantación de la política que su hijo seguiría ciegamente. Sethy I combatió a los aliados de los hititas en Palestina, y llegó incluso a la fortaleza de Qadesh, en Siria, quince años antes que su hijo. Estableció un férreo control en la administración y en el ejército, y dejó un Egipto ya completamente recuperado del caótico reinado de Akenatón a sus espaldas.
Precisamente una marca del nuevo resurgir del país y de la esperanza del país de los faraones es la propia tumba del faraón, una de las grandes joyas de toda la necrópolis tebana y quizás el legado más famoso que ha llegado de este hombre, uno de los pocos que se atrevió a usar el nombre del denostado dios Seth en su onomástica.

## Situación
KV17 es la tumba más larga y profunda no sólo del Valle de los Reyes, sino de toda la necrópolis tebana e incluso de todo Egipto. Su enormidad tardó en ser completamente cifrada. Excavada en el uadi sureste del Valle, es la inmediata vecina de KV16, la tumba de Ramsés I. Debido a sus grandes dimensiones, a lo largo de toda su planta, la tumba de Sethy I se acerca a través de la piedra a otros tantos sepulcros reales más alejados, como los correspondientes a los números 10 y 11, al oeste.
Aunque en cuanto a área es menor a otras tumbas como KV5 o KV7, KV17 cuenta, a lo largo de toda su extensión, con hasta siete corredores y diez cámaras, cuya excavación tuvo que ser larga y penosa. Todas estas estancias, exceptuando el último pasillo, están completa y profusamente decoradas, lo que indica que la construcción de la tumba tuvo que empezar al poco de subir al trono Sethy I, o incluso ya durante el reinado de Ramsés I. Junto con la ya mencionada KV5, es posible que la tumba que mayores desafíos arquitectónicos y técnicos ofreciese a los constructores de Deir el-Medina durante toda la historia de las necrópolis tebanas fuera la propia KV17.
La planta de la tumba de Sethy I sigue un diseño muy parecido al de la tumba de Horemheb, que más tarde seguirían sus sucesores, introduciendo muy leves variaciones. A la escalera de entrada (A) le siguen los pertinentes tres corredores descendentes (B, C, D, de los cuales C es una escalera y los otros dos son rampas), con una notable pendiente y una anchura superior a los dos metros y medio. Tras ellos se encuentra el pozo funerario (E) —KV17 es una de las últimas tumbas que lo presentan—, al que sigue la tradicional sala de pilares (F). En este caso, la sala F, con cuatro columnas, tiene una cámara anexa con otros dos pilares y tamaño casi idéntico en el mismo eje de la tumba (Fa), aparte de la escalera descendente que parece llevar a las profundidades de la tierra.
Continuando a través de esa escalera desde F se llega a los dos corredores intermedios, G y H, en forma de rampa (exceptuando seis escalones a la entrada de H) que llevan a la antecámara de la tumba, conocida como sala I, una habitación de menor tamaño que las dos cámaras de pilares, y tras la cual por fin se llega a la cripta o cámara sepulcral (J), el corazón de KV17. Ésta se encuentra dividida en dos partes básicas: una sección con seis pilares y una pequeña cámara a cada lado (Ja, Je), y otra separada de la anterior por unos escalones, y con techo abovedado —por primera vez en una cripta, en la que reposaría el cuerpo del difunto. Según se entra, al lado derecho del sarcófago se abre una nueva sala (Jb), con dos grandes pilares y de la misma área que las habitaciones F y Fa. A la izquierda surge un anexo más pequeño (Jd), igual que Ja, mientras que de frente se halla una habitación alargada y con cuatro columnas en fila (Jc).
Por debajo de Jc se extiende la parte posteriormente más enigmática y estudiada de KV17, el corredor K, estrecho y de forma irregular, que con una gran pendiente sigue descendiendo muchos metros más. Las funciones de esta estructura, que no aparece en ninguna otra tumba así de grande, fue mucho tiempo un misterio, y dada su profundidad, no parecía conducir a ningún sitio en especial. Investigado y finalmente desescombrado a partir de 2007, llevaba a un nuevo tramo de escaleras y otro corredor que terminaba en una puerta en cuya jamba derecha el arquitecto había escrito "Elevar la jamba de la puerta y ensanchar el pasaje" seguido de los 37 escalones de otra escalera, el último a medio tallar, claramente el trabajo se había abandonado ante la noticia del fallecimiento del faraón. La excavación se había detenido a 174,5 m de la entrada de la tumba.

## Decoración
Como se señaló más arriba, KV17 cuenta con uno de los programas decorativos más profusos y completos de todo el Valle de los Reyes, y sus altorrelieves policromados señalan el culmen de la habilidad de los obreros, convirtiendo el lugar en uno de los más hermosos de toda la necrópolis tebana. Heredera en belleza de KV57, la tumba de Horemheb, con Sethy I se inauguraba una edad dorada en las pinturas funerarias cuyo ejemplo más conocido —debido a su óptimo estado de conservación— es la tumba de la reina Nefertari, hija y nuera de Sethy I.
Sea como fuere, parece ser que los motivos elegidos por Sethy I marcaron un antes y un después en la decoración de todas las tumbas reales, y los sucesores del faraón optarían por seguirlo en mayor o menor grado posteriormente. Sin lugar a dudas, los frescos de KV17 han sido los más estudiados de todo Egipto, y han permitido conocer la mayoría de los textos funerarios de entonces prácticamente completos. El hecho de sea uno de los sepulcros del Valle de los Reyes con más estancias decoradas y con unas figuras tan vívidas y de excelente corte ha permitido conocer buena parte de las creencias del Más Allá de los egipcios del Imperio Nuevo.
- El primer pasillo decorado es el B (la entrada, A, nunca era pintada), en el que se halla por primera vez en ambas paredes imágenes de la Letanía de Ra. También encontramos figuras de buitres en el techo, y Sethy I adorando a Ra-Horajty debajo de una cobra alada.

- La escalera C muestra escenas de los dos textos más frecuentes en una tumba real, el Libro de los Muertos y el Libro del Amduat (concretamente narra la tercera hora del recorrido nocturno del sol). Continúa la Letanía de Ra, en esta ocasión en el techo, incluyendo hasta setenta y cinco formas distintas del dios-Sol, y aparece también la diosa Maat alada.

- La entrada al corredor D cuenta con los cartuchos de Sethy I, los últimos fragmentos de la tercera hora del Amduat y diosas aladas. A lo largo de este pasillo continúa el Amduat, con las horas cuarta y quinta, en toda su extensión.

- En el pozo funerario, como es costumbre, aparece el difunto acompañado y haciendo ofrendas votivas a diferentes dioses, entre los que se cuentan el dios del Inframundo Osiris, su esposa Isis y su hijo Horus, así como el chacal Anubis, la vaca Hathor y la cobra Meretseger, más conocida como la Diosa del Oeste, patrona de la necrópolis tebana. El techo está cuajado de estrellas amarillas de cinco puntas sobre un cielo azul oscuro del color del lapislázuli.

- La primera sala de pilares (F) posee en sus paredes fragmentos del Libro de las Puertas y en el techo el cielo estrellado. Por su parte, en cada cara de la columna encontramos o al difunto o a un dios, formando diversas escenas de adoración. Las deidades aquí representadas son, además de las ya presentes en el pozo, Ra-Horajty, Neftis, Ptah, Atum, Neit, Shu y Serket. También aparece el friso jejer, un motivo decorativo situado en lo más alto de los pilares.

- Por su parte, la segunda sala de pilares (Fa), sigue un diseño análogo a la primera, con la diferencia de que en las paredes se hallan las horas novena y décima del Amduat y de que los dioses representados varían, y pasan a ser tan sólo Osiris, Maat, Ra-Horajty, Atum, Hathor y Nefertem.

- La decoración del pasillo G ha sido una de las que más han sufrido el expolio en toda la tumba, de manos del propio Champollion y de Rosellini, quienes cortaron diferentes pinturas hoy expuestas en París y Florencia. Entre ellas cabe destacar imágenes de Hathor con el collar menat ante el rey. También el corredor H ha sufrido mucho vandalismo, aunque aún se pueden reconocer escenas del ritual de Apertura de la Boca practicado sobre Sethy I, y un texto funerario apenas conocido, la Letanía del Ojo de Horus, un lejano vestigio de los famosos Textos de las Pirámides.

- La antecámara (I) cuenta en su entrada con las diosas del Alto y del Bajo Egipto, Nejbet y Uadyet, acompañadas de las plantas que simbolizan cada región, el loto y el papiro. El resto de la estancia muestra más escenas de Sethy I con los dioses Osiris, Isis, Horus, Hathor, Anubis, Ptah y Nefertem. También aparecen el friso jejer, representaciones del amuleto del nudo tyit (parecido al anj, pero con los brazos tumbados) y el cielo estrellado.

- En los tiempos de Sethy I y Ramsés II, la cámara sepulcral tuvo que ser la estancia más hermosa de toda la tumba, y aún su pasado esplendor certifica la magnificencia y la increíble belleza de sus frescos. Mientras que a lo largo de las paredes encontramos el Libro de las Puertas y el Libro del Amduat, en los pilares vuelven a aparecer Sethy I y distintos dioses (algunas apariciones nuevas son Jepri, Geb, y las almas de Pe y Nejen, los espíritus de los reyes prehistóricos). Mas también hay algunas escenas que traen de vuelta el ritual de Apertura de la Boca y espectaculares imágenes de Isis, Neftis y Maat —todas ellas aladas— en los tímpanos de las paredes. No obstante, quizás la escena más conocida de la sala y de la tumba entera sea la representación del cielo nocturno y de sus constelaciones, representadas por figuras como una hipopótama, un cocodrilo, un hombre con cabeza de halcón o un toro. Conocido como el zodiaco egipcio, es una de las primeras representaciones de grupos conocidos de estrellas de toda la historia de la humanidad.

- En cuanto a las cinco salas subsidiarias, sólo se hallan pintadas tres de ellas —quedando desnudas Jc y Jd—. Las más pequeñas, Ja y Je, cuentan con el Libro de las Puertas y el Libro de la Vaca Celestial, respectivamente. La habitación Jb está dedicada por entero a la conversión de Sethy I en Osiris, con más partes del Amduat, objetos funerarios y representaciones de distintos amuletos, como el friso jejer, el nudo tyit y el pilar dyed.

Desde su descubrimiento hasta la actualidad, las pinturas de KV17 han sufrido considerablemente el paso del tiempo. Como resultado de la humedad, del humo de las antorchas y del vandalismo en general, muchos de los colores han ido perdiendo su brillo e intensidad originarios. También las propias habitaciones han llevado muy mal los últimos dos siglos, y nuevas grietas y resquebrajaduras han surgido en todas las estancias interiores, a partir del corredor G. No obstante, la tumba de Sethy I sigue estando abierta al público y no hay ninguna labor de restauración o conservación programada.

## Excavación
El nombre de KV17 está ya por siempre unido al de su descubridor, el gigante italiano Giovanni Battista Belzoni. En una loca carrera por conseguir el mayor número de antigüedades, el coleccionista Henry Salt dio medios suficientes a Belzoni para que le trajese todo tipo de tesoros faraónicos. Éste trabajó en el Valle de los Reyes algunos años, pero sería el hallazgo de KV17 en 1817 el que acabaría por consagrarle. La también llamada «tumba de Belzoni» era por sí sola la joya más brillante de todo Egipto por aquel entonces, con unas pinturas de colores vivos y proporciones perfectas, era el sepulcro más bello descubierto hasta la fecha (aunque ahora esté tan tristemente estropeado y ennegrecido).
Aunque eran cuestionables los métodos de trabajo de Belzoni, poco afectuosos con los hallazgos y con la propia conservación de la tumba, lo cierto es que consiguió sacar a la luz en muy poco tiempo los restos del equipamiento funerario aún en el lugar, como por ejemplo numerosos ushebti (estatuillas votivas) de fayenza y de madera, fragmentos de jarras y vasijas e incluso un toro momificado, según cuenta el italiano. No obstante, el objeto más precioso fue el propio sarcófago real, de calcita, escrito en jeroglíficos azules y con varias escenas y hechizos pertenecientes al Libro de los Muertos y al Libro de las Puertas. Esta enorme pieza, junto con algunos trozos del cofre de vasos canopes están hoy exhibidos en el Museo Soane, de Londres.
Casi cien años después de la llegada de Belzoni, Howard Carter percibiría el lastimoso estado en el que se encontraba la tumba de Sethy I, y en 1902-1903 trabajó para estabilizar el lugar, y de paso desescombrar parte de lo que no había tocado el italiano. Posteriormente no se realizaron más labores de excavación, y hasta el momento lo único que se ha hecho en KV17 ha sido proteger algo la entrada de posibles inundaciones durante el año 2001. No se han encontrado más objetos dignos de interés en el sepulcro, aunque hay que denotar la presencia de varios restos del equipamiento funerario dispersados por todo el Valle de los Reyes, si no a consecuencia de las riadas, quizás sí por los ladrones.

## Galería

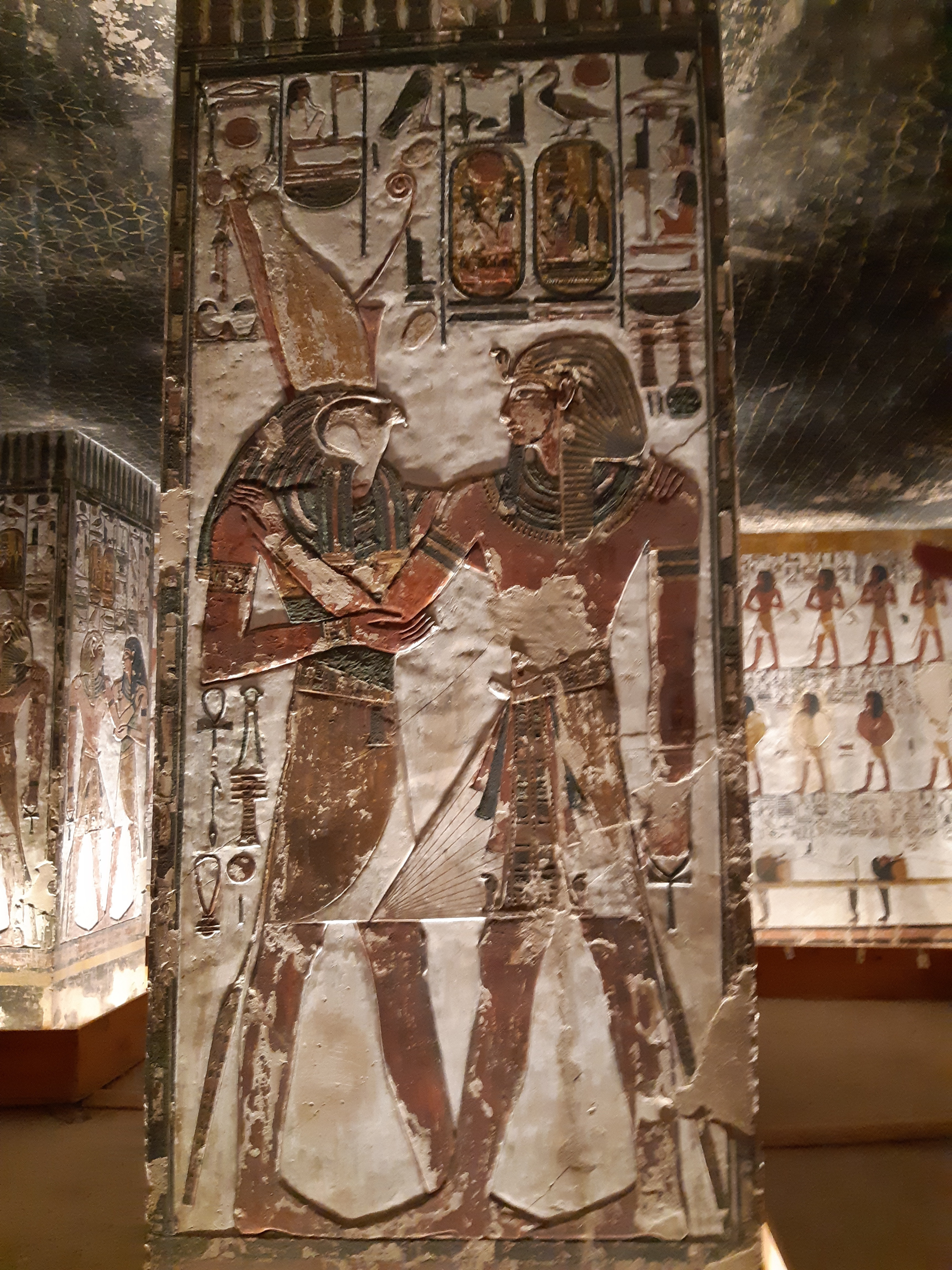
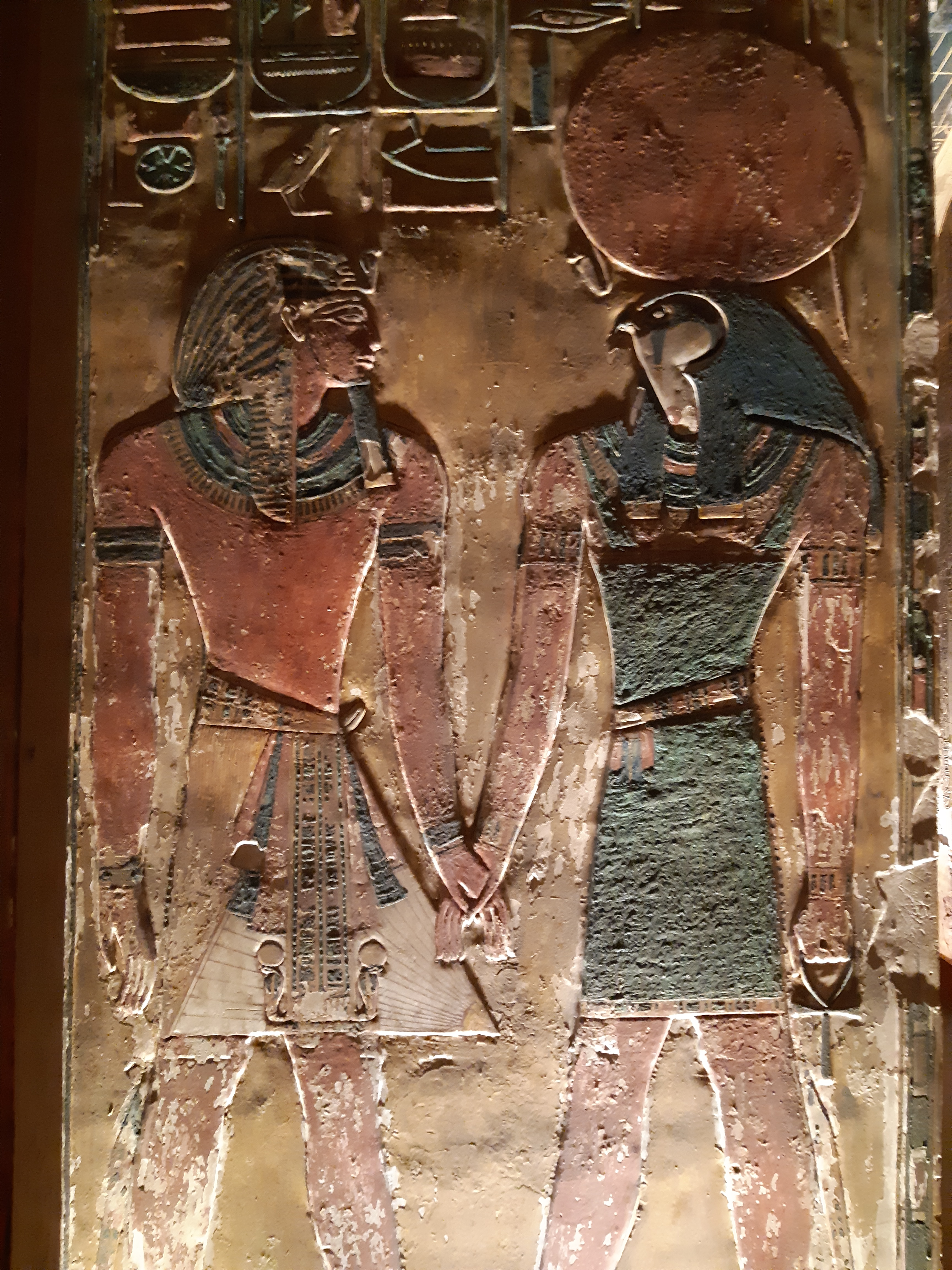
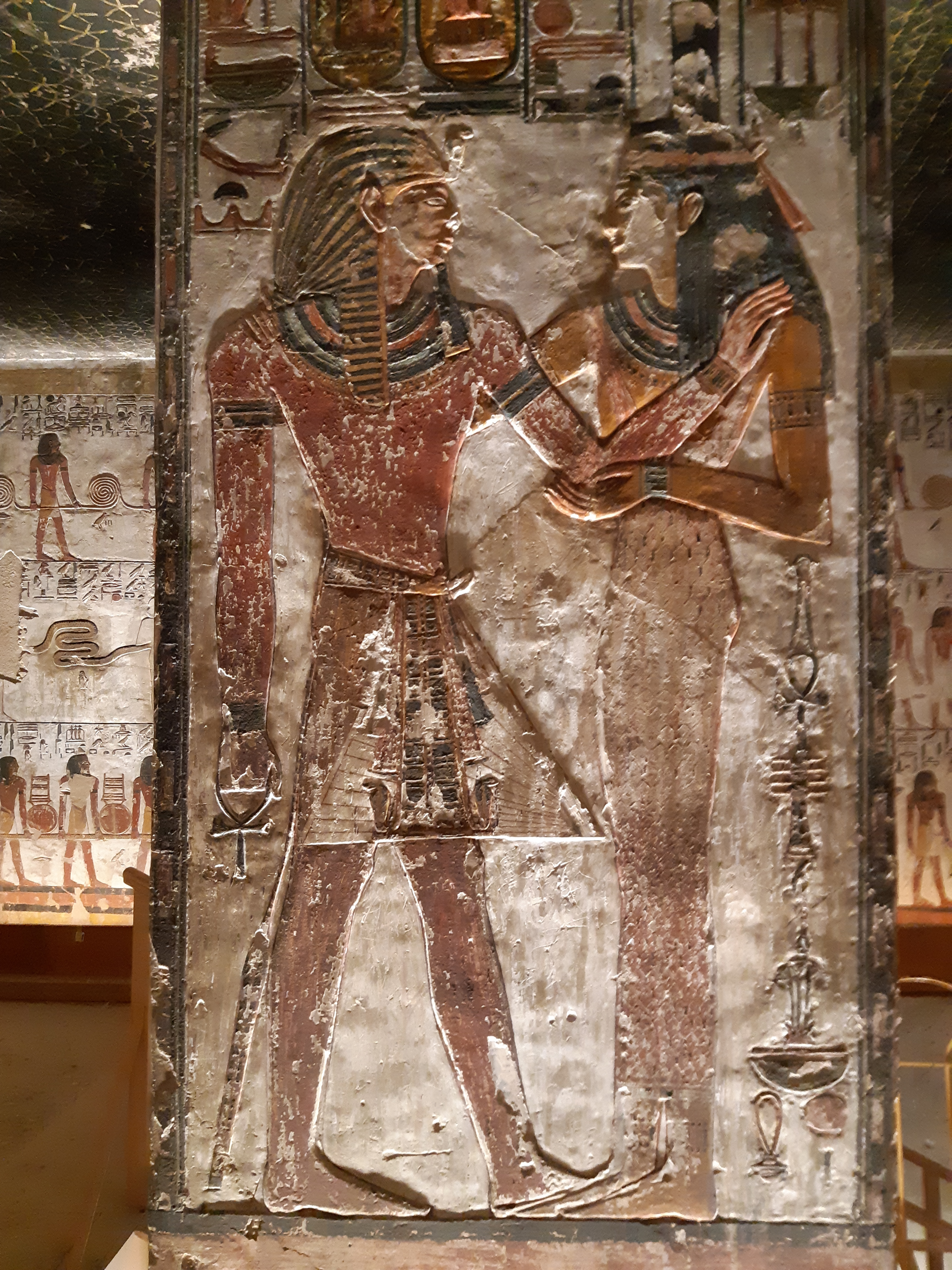
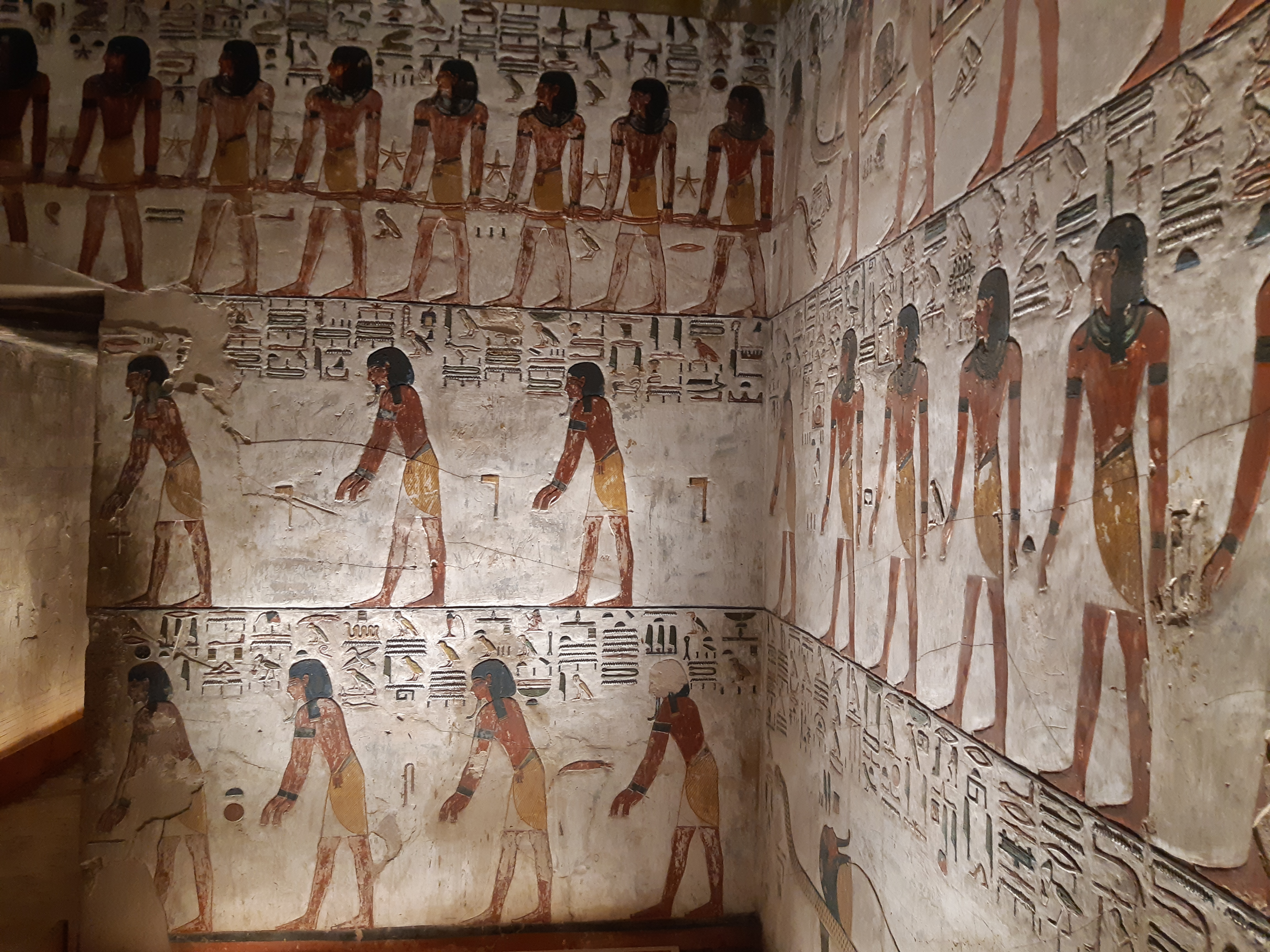
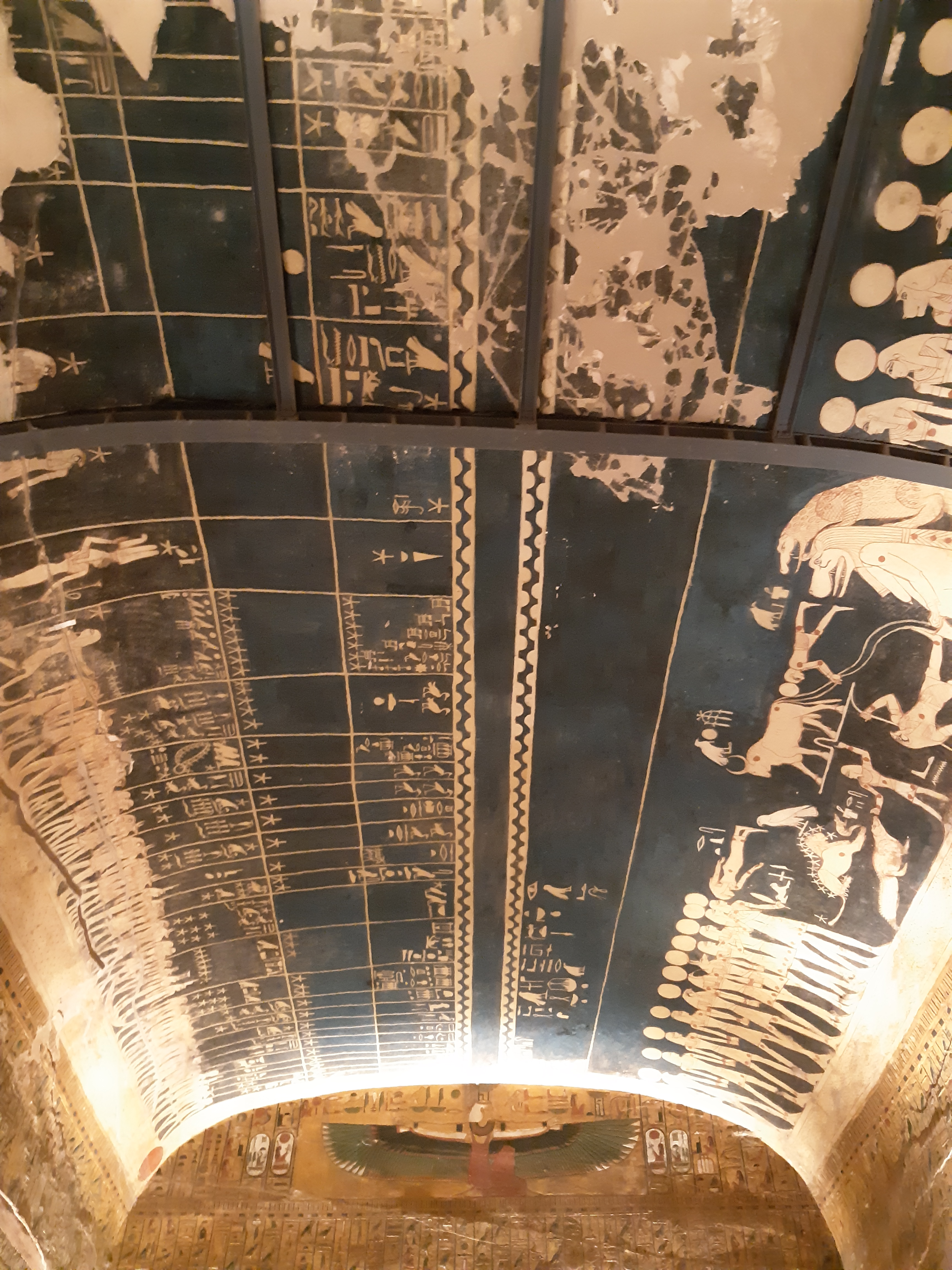
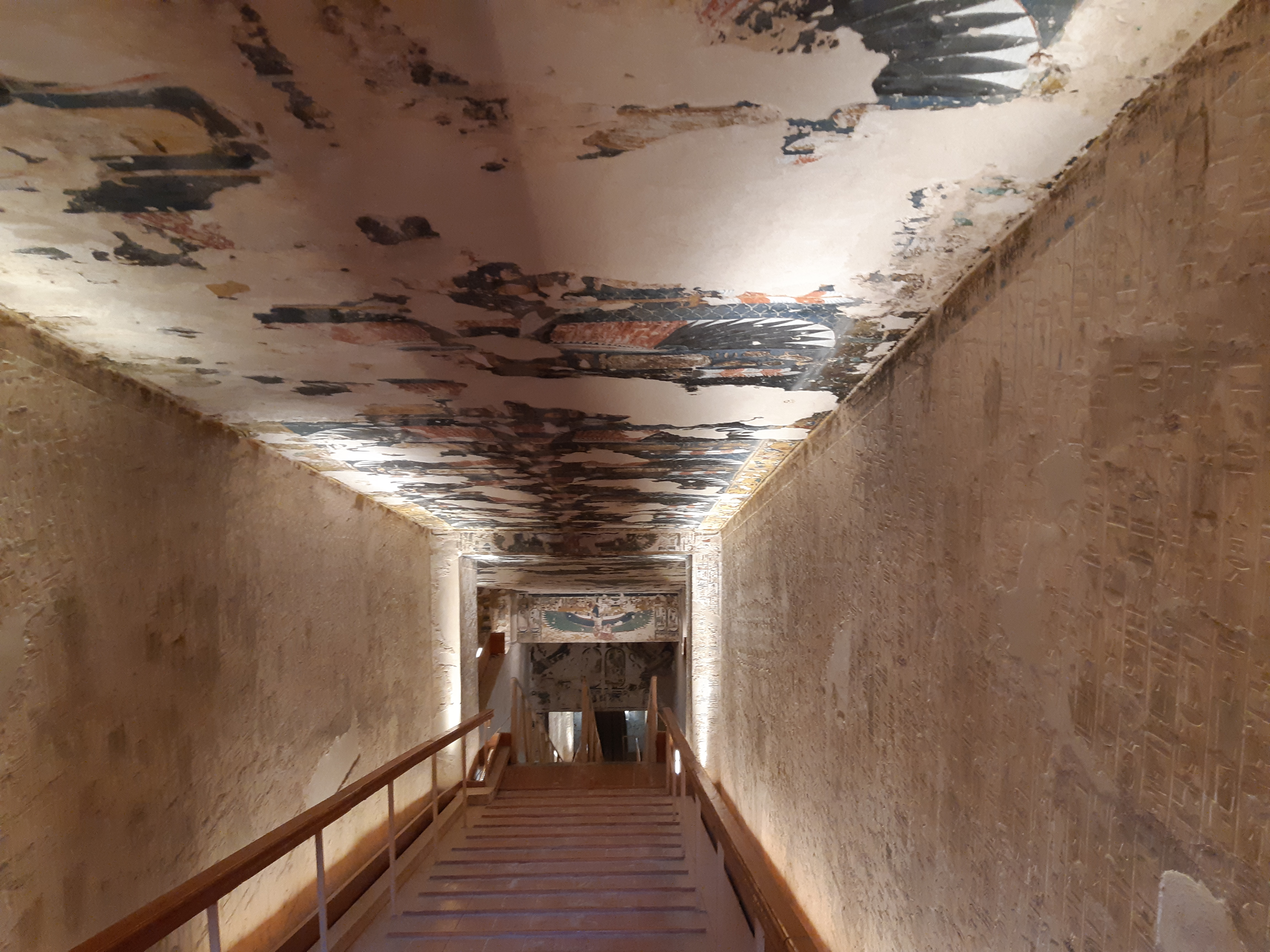
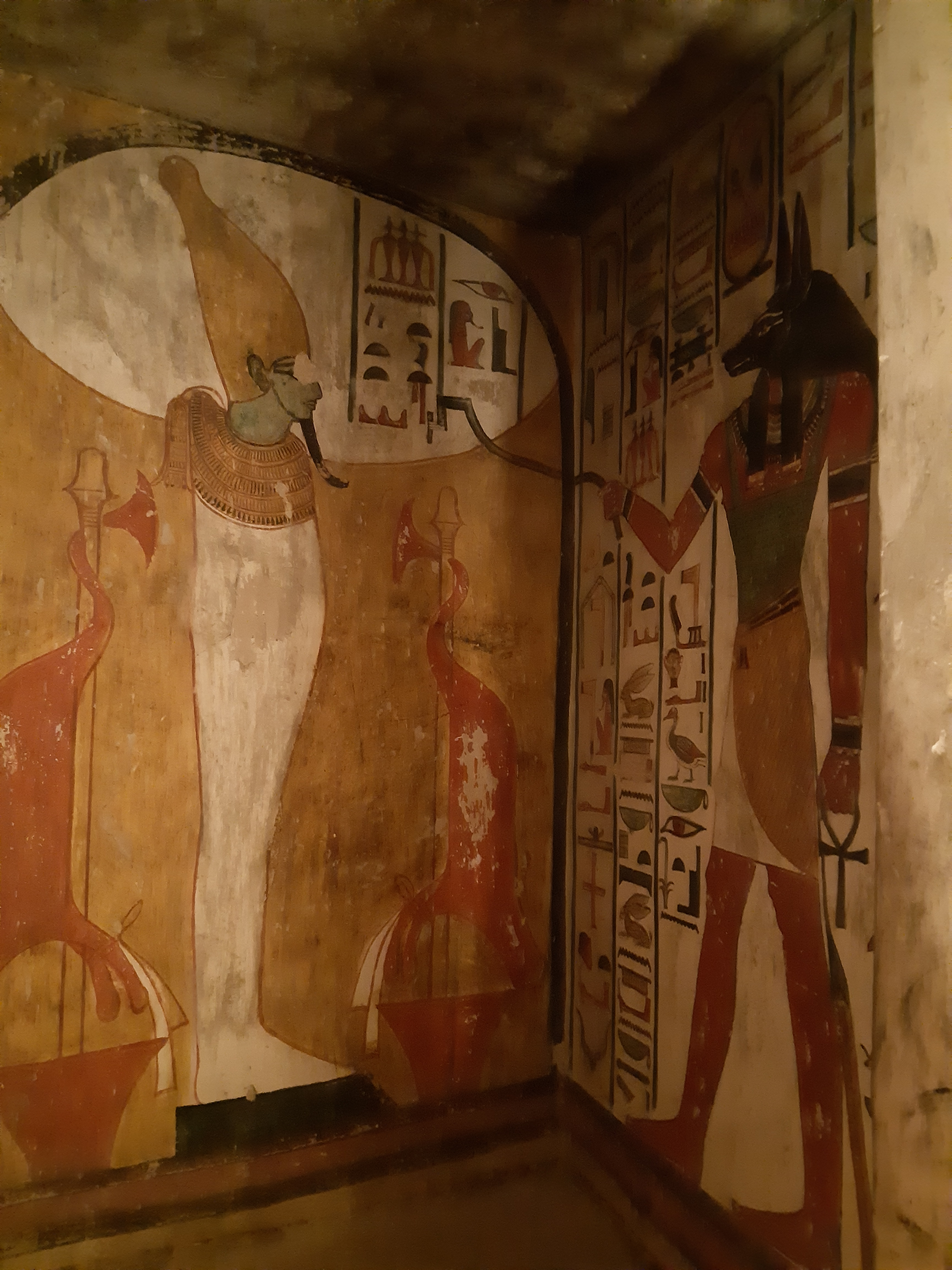
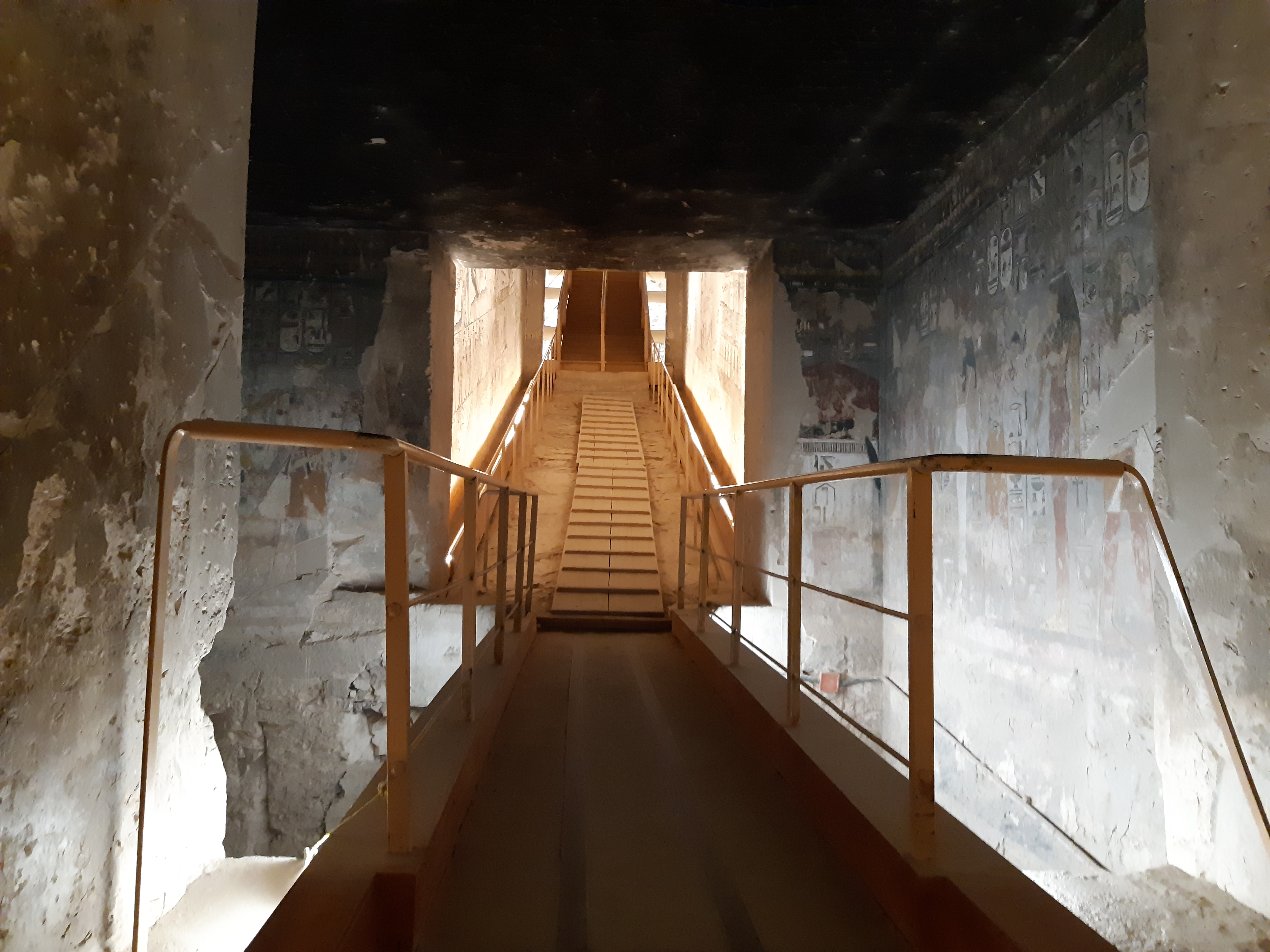
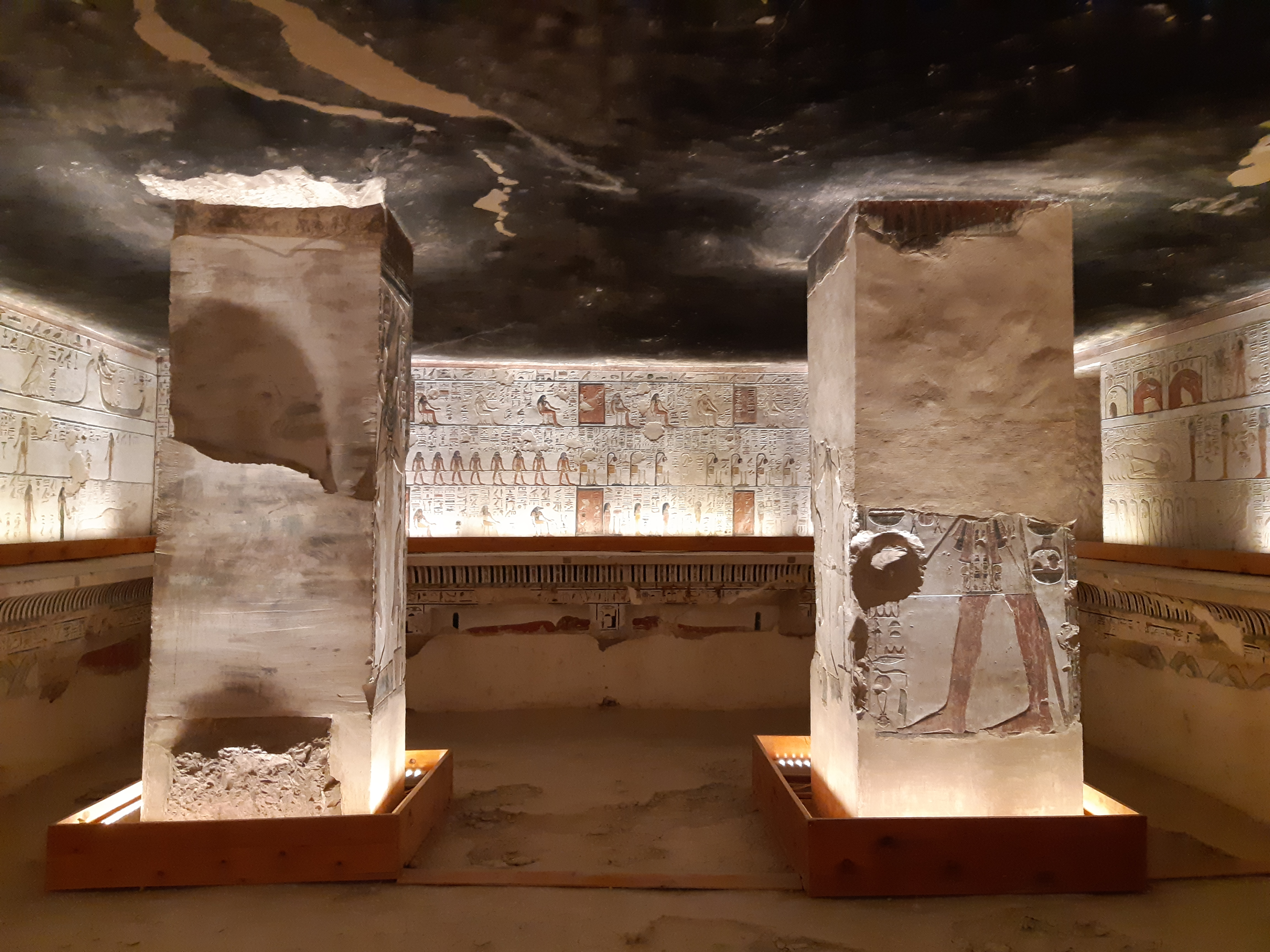
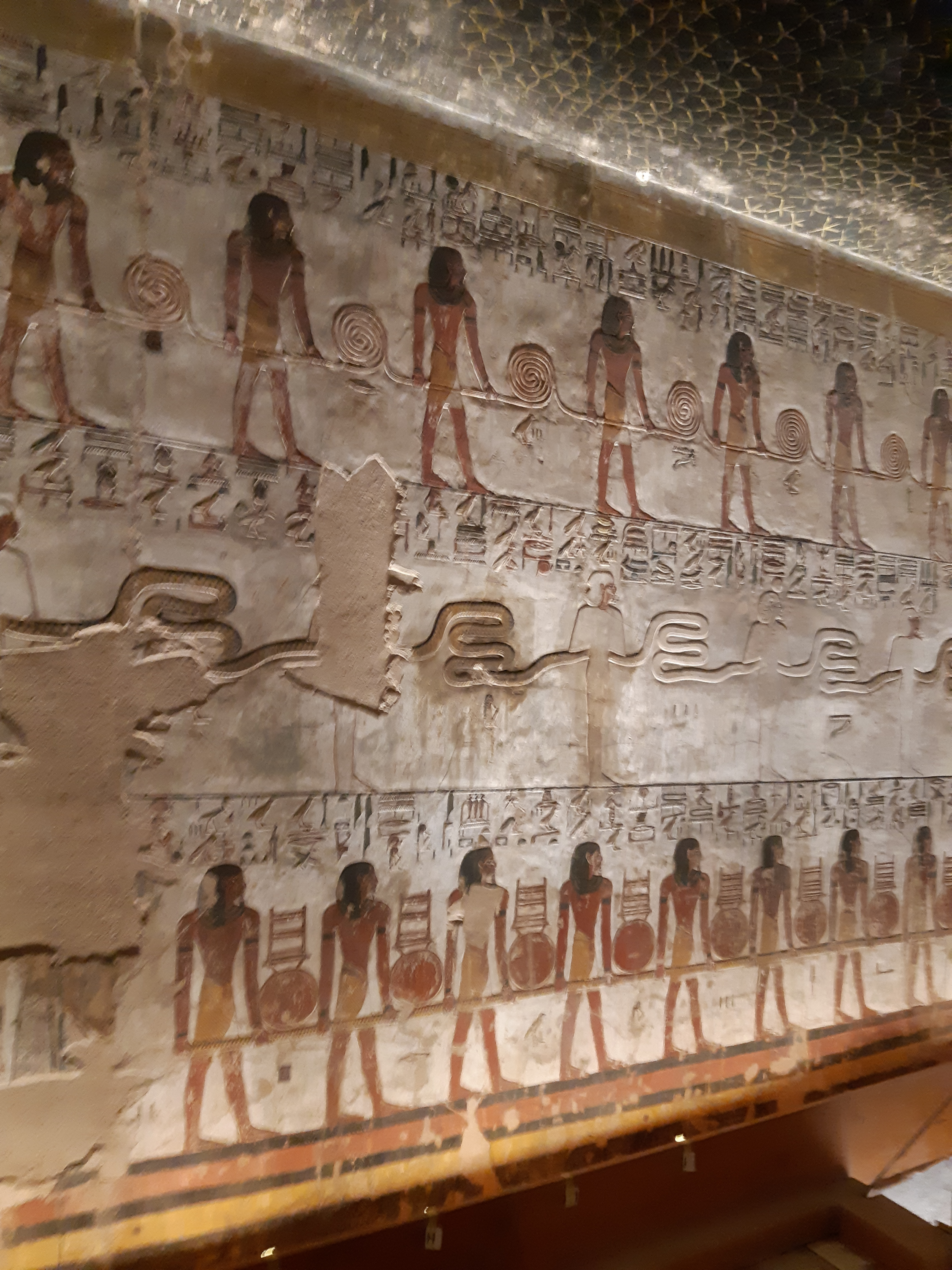

## La momia real

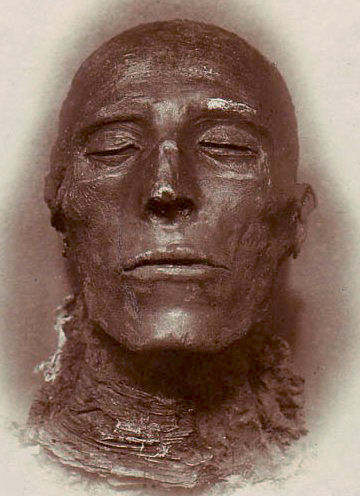
Momia de Sethy I en el Museo Egipcio de El Cairo. Fotografía de 1889 tomada por Emil Brugsch.

El cuerpo de Sethy I descansó en su tumba largo tiempo, hasta finales de la dinastía XX. Al menos así lo certifica uno de sus ataúdes de madera, restaurados por el sumo sacerdote Herihor y algo después bajo el reinado Esmendes I, de la dinastía XXI. Por aquel entonces es probable que ya se hubieran refugiado en KV17 las momias del padre y del hijo de Sethy I, los reyes Ramsés I y II. Bien conocido aquel escondite primario por los sacerdotes de Amón, volvería a ser visitado al menos una vez más durante el mandato de Pinedyem I, donde se envolvió la momia de Sethy I con lino nuevo.
Ramsés I, Sethy I y Ramsés II se despedirían definitivamente de KV17 en el año 10 de Siamón, cuando, junto a los cuerpos de otros grandes reyes del Imperio Nuevo, fueron trasladados a un lugar más seguro. No se volvería a saber nada de las momias hasta finales del siglo XIX, en un sorprendente descubrimiento en la tumba DB320 de Deir el-Bahari, donde se cree que fueron refugiadas tras una breve estancia en otra tumba conocida como kay de la reina Ahmose-Inhapi. Hallada y perfectamente identificada, la momia de Sethy I es probablemente la mejor conservada de todo el escondite real y sin duda la que más respeto impone, con un sereno gesto lleno de majestad.
Aunque el rostro de Sethy I está en óptimas condiciones, el resto de la momia ha sufrido algo de daño, presumiblemente a raíz de su traslado o a manos de los ladrones, el abdomen se encuentra quebrado y el cuello roto. Sin embargo, la gran sorpresa que deparó el cadáver del segundo faraón de la dinastía XIX, más que el hallazgo entre las vendas de algunos amuletos que fueron pasados por alto, sería el descubrir que el corazón había sido depositado en el pecho del rey, en su lado derecho. Este hecho tan insólito ha hecho pensar que quizás Sethy I muriera por problemas cardiovasculares, y dado que había sufrido tanto con un corazón en el lado izquierdo, los embalsamadores decidieron que en la otra vida le vendría mejor que estuviera en el lado derecho. Otros lo consideran un simple error de los embalsamadores. Sea como fuere, es un suceso que no se ha vuelto a ver en ninguna otra momia egipcia.